# Михельська Дача ІІ (пам'ятка природи)
Михе́льська Да́ча ІІ — ботанічна пам'ятка природи місцевого значення в Україні. Об'єкт природно-заповідного фонду Хмельницької області.
Розташована в межах Ізяславської міської громади Шепетівського району Хмельницької області, на захід від села Радошівка.
Площа 3,1 га. Статус присвоєно згідно з розпорядженням облвиконкому від 11.06.1970 року № 156-р«б». Перебуває у віданні ДП «Ізяславський лісгосп» (Михельське лісництво, кв. 25, вид. 7).
Статус присвоєно для збереження частини лісового масиву з цінними насадженнями сосни. У домішку — дуб звичайний, береза пухнаста.